# Mbeya (Region)
Mbeya ist eine von insgesamt 31 Verwaltungsregionen in Tansania. Sie liegt großteils auf dem südwestlichen Hochland von Tansania und wird vom Ostafrikanischen Graben durchzogen. Im Süden grenzt die Region an den Malawisee. Die Hauptstadt der Region ist die gleichnamige Stadt Mbeya. Die Fläche beträgt 35.232 Quadratkilometer und bei der Volkszählung 2022 lebten hier rund 2,3 Millionen Einwohner. Die Landwirtschaft ist die Lebensgrundlage von 80 Prozent der Bevölkerung und trägt 40 Prozent zur Wirtschaftsleistung bei. Die wichtigsten Anbauprodukte sind Kartoffeln, Mais und Bananen, zum Verkauf werden hauptsächlich Erdnüsse und Sonnenblumen angebaut. Der Bezirk verfügt über ein gut ausgebautes Straßennetz und die Eisenbahnlinie von Daressalam nach Sambia.

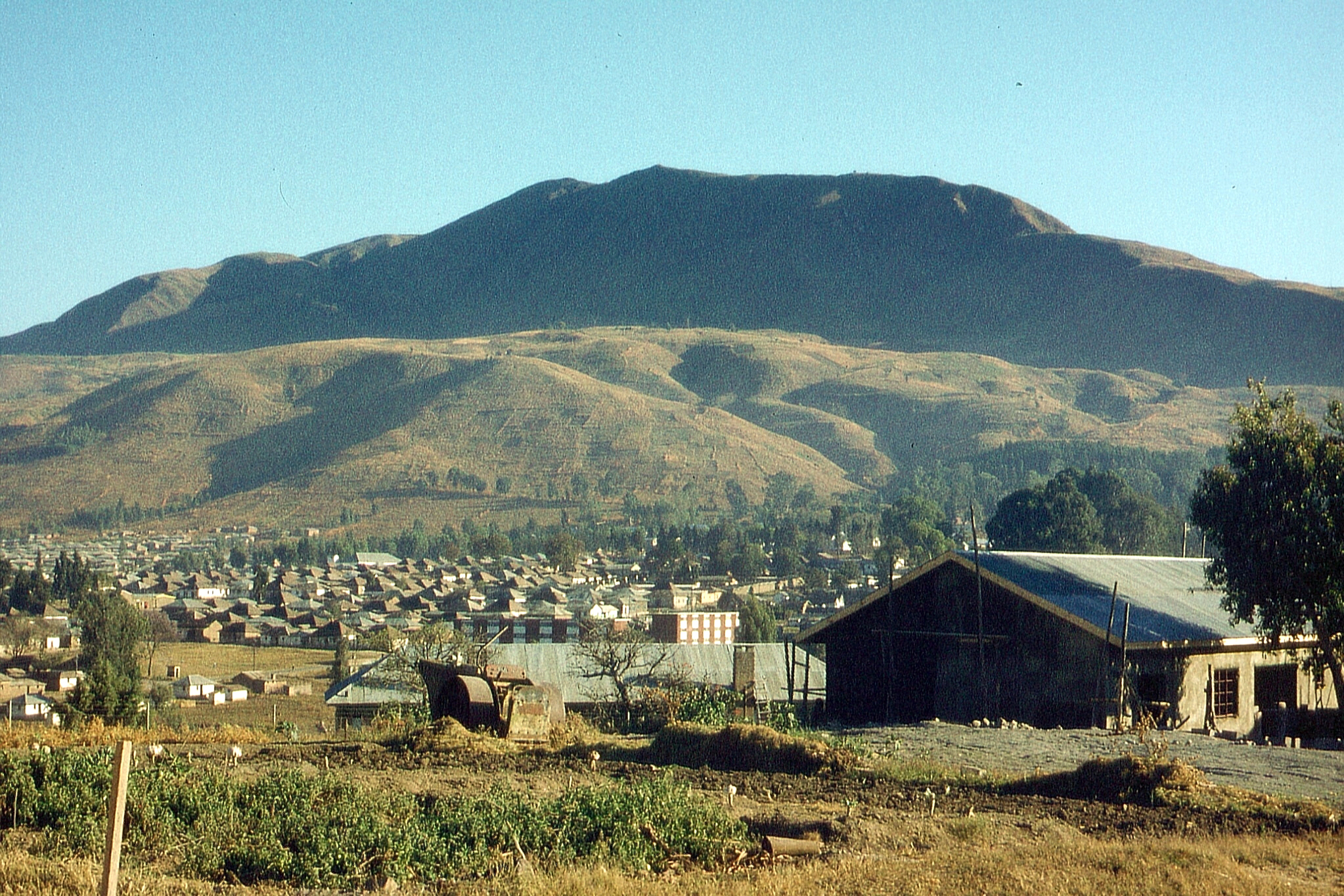
Mbeya Stadt

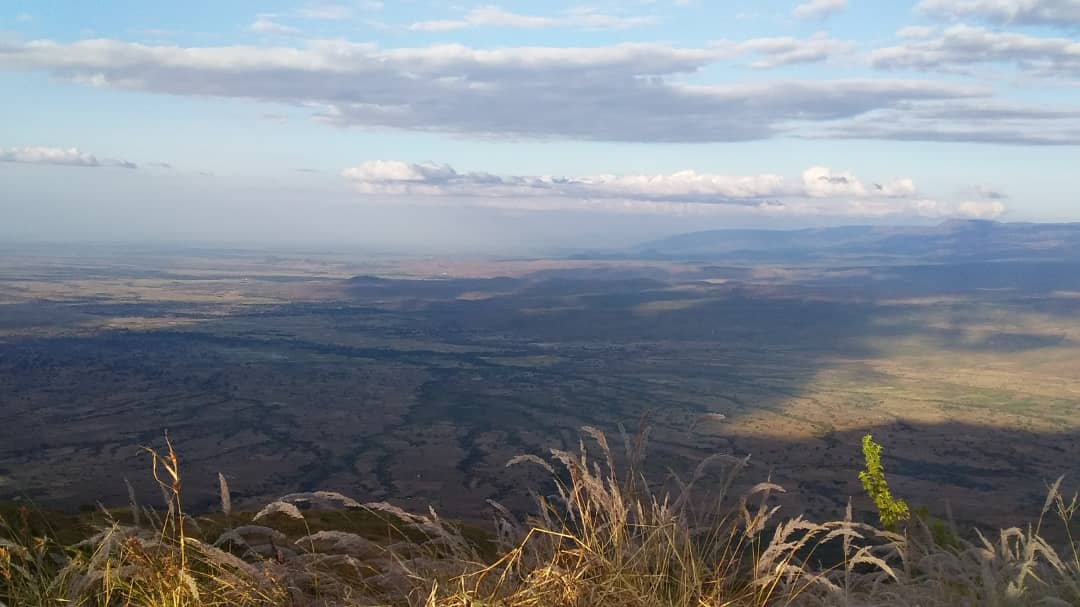
Ebene des Flusses Usangu

## Geographie
Mbeya kann in drei Zonen eingeteilt werden:
- Die Tiefebene im Süden am Malawisee. Sie liegt zwischen 500 und 600 Meter über dem Meeresspiegel.
- Die Usangu-Ebene im Norden und Osten in einer Seehöhe von rund 1000 Metern.
- Die dazwischenliegenden Gebirge Mbeya-Range im Norden und den Poroto-Bergen im Süden. Die Distrikthauptstadt Mbeya liegt dazwischen in einem Tal, durch das auch die TAZARA-Eisenbahnlinie und der Tanzam Highway verlaufen.

Die höchsten Berge sind der Rungwe mit 2.981 Metern und der Mount Mbeya mit 2.834 Metern. Der nordwestliche Teil der Region entwässert in den Rukwasee, der südliche Teil in den Malawisee und der östliche Teil gehört zum Einzugsgebiet des Rufiji, der in den Indischen Ozean mündet.

### Klima
Das Klima ist großteils tropisch, Aw nach der effektiven Klimaklassifikation. Es wird stark von der Höhenlage beeinflusst und es gibt auch Gebiete mit Mittelmeerklima (Csb und Csa). Die Durchschnittstemperatur reicht von 16 Grad Celsius im Gebirge bis zu 25 Grad in den Ebenen. Die Jahresniederschläge liegen zwischen 650 Millimetern in der Usangu-Ebene und 2600 Millimetern am Malawisee und in den Bergen. Die Regenfälle dauern meist von Oktober bis Mai, die Monate Juni bis September sind kühl und trocken.
|                        | Jan  | Feb  | Mär  | Apr  | Mai  | Jun  | Jul  | Aug  | Sep  | Okt  | Nov  | Dez  |   |      |
| Mittl. Temperatur (°C) | 18,5 | 18,5 | 18,5 | 17,9 | 16,6 | 15   | 14,6 | 15,6 | 18,1 | 19,6 | 20,1 | 19,2 | ⌀ | 17,7 |
| Mittl. Tagesmax. (°C)  | 23   | 23   | 23,1 | 22,6 | 21,9 | 21,1 | 21   | 22   | 24,8 | 26,4 | 26,3 | 24,2 | ⌀ | 23,3 |
| Mittl. Tagesmin. (°C)  | 14,1 | 14   | 13,9 | 13,2 | 11,3 | 9    | 8,3  | 9,3  | 11,4 | 12,9 | 13,9 | 14,2 | ⌀ | 12,1 |
|                        |      |      |      |      |      |      |      |      |      |      |      |      |   |      |
| Niederschlag (mm)      | 209  | 186  | 188  | 108  | 20   | 3    | 1    | 0    | 3    | 20   | 76   | 209  | Σ | 1023 |

| 14,1 |

| 14 |

| 13,9 |

| 13,2 |

| 11,3 |

| 9 |

| 8,3 |

| 9,3 |

| 11,4 |

| 12,9 |

| 13,9 |

| 14,2 |

| 14,1 |

| 14 |

| 13,9 |

| 13,2 |

| 11,3 |

| 9 |

| 8,3 |

| 9,3 |

| 11,4 |

| 12,9 |

| 13,9 |

| 14,2 |

### Nachbarregionen
|        | Tabora                                      | Singida |
| Songwe | Kompassrose, die auf Nachbargemeinden zeigt | Iringa  |
|        | Malawi                                      | Njombe  |

## Geschichte
Der Name Mbeya leitet sich vom Wort „Ibheya“ ab. Das bedeutet in der Sprache der Ndebele „Salz“ und weist auf den frühen Salzabbau hin. In der Kolonialzeit bildete das Gebiet zusammen mit den heutigen Regionen Iringa und Rukwa die südliche Hochlandprovinz. Die Stadt Mbeya wurde 1927 in der britischen Kolonialzeit gegründet. Mit dem Erreichen der Unabhängigkeit im Jahr 1961 wurde die Region Mbeya eingerichtet. Die heutige Form erhielt die Region im Jahr 2016 nach der Abspaltung der Region Songwe.

## Verwaltungsgliederung
Die Region wird in sieben Distrikte (Halmashauri) unterteilt:
| Distrikt   | Fläche km2 | Einwohner 2012 | Einwohner 2016 | Einwohner 2022 |
| ---------- | ---------- | -------------- | -------------- | -------------- |
| Busokelo   | 847        | 45.739         | 106.187        | 100.123        |
| Chunya     | 13.149     | 79.331         | 172.797        | 344.471        |
| Kyela      | 1.322      | 106.012        | 244.108        | 266.426        |
| Mbarali    | 16.000     | 145.867        | 331.206        | 446.336        |
| Mbeya City | 250        | 182.620        | 424.623        | 541.603        |
| Mbeya DC   | 2.432      | 143.779        | 336.498        | 371.259        |
| Rungwe     | 1.232      | 115.510        | 267.605        | 273.536        |

## Bevölkerung

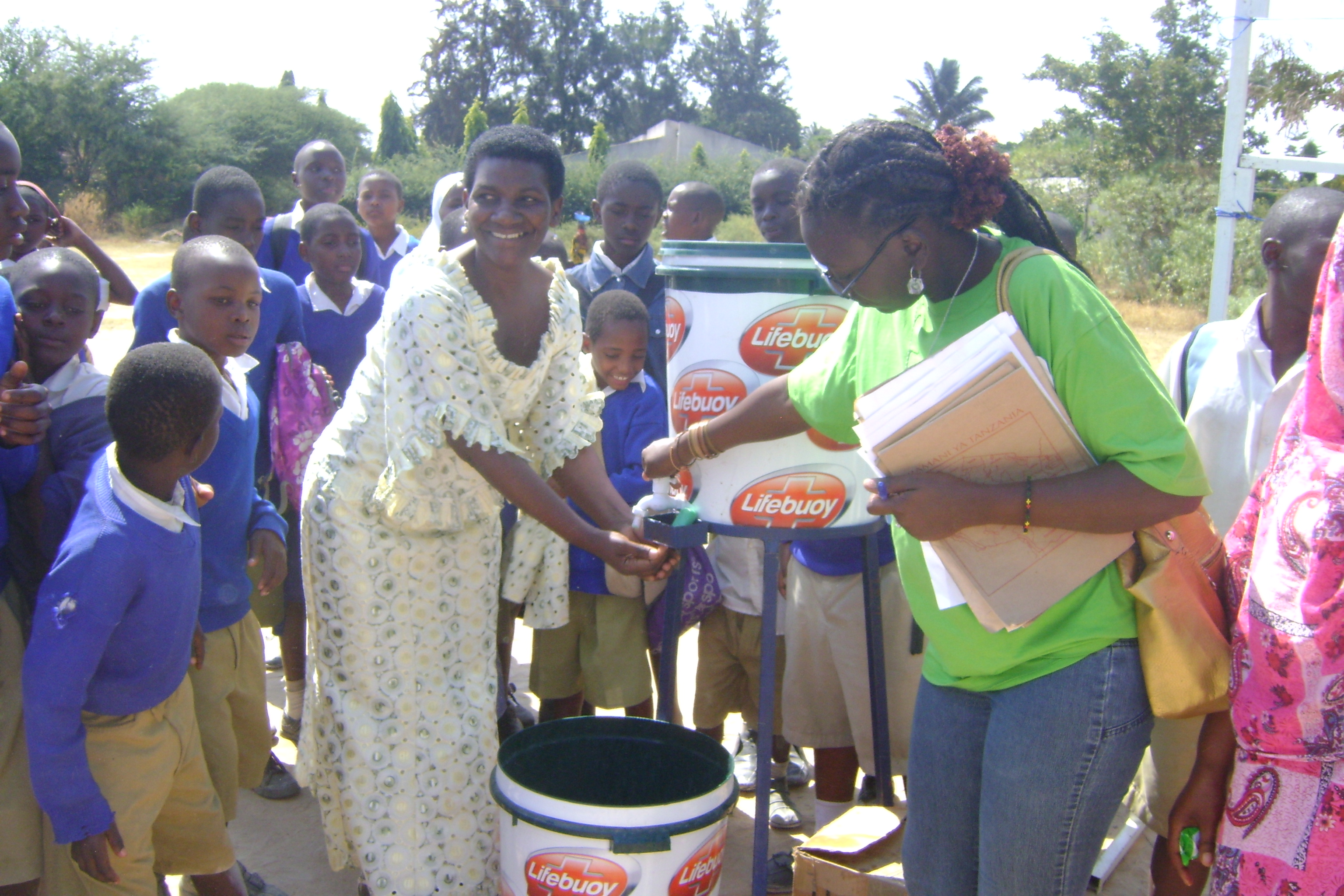
Sanitäre Aktivität: Händewaschen

Die Bevölkerung der Region besteht hauptsächlich aus Nyakyusa in den Distrikten Rungwe und Kyela, Safwa und  Malila im Distrikt Mbeya, Bungu und Kimbu im Distrikt Chunya und Sangu im Distrikt Mbarali.

## Einrichtungen und Dienstleistungen
- Bildung: Für die Bildung der Jugendlichen stehen in der Region 704 Vor- und Grundschulen sowie 152 weiterführende Schulen und sieben Hochschulen zur Verfügung.[16]
- Gesundheit: In der Region gibt es 20 Krankenhäuser, 37 Gesundheitszentren und 412 Apotheken (Stand 2018).[17] Die Region gilt als sehr stark von AIDS betroffen, sie hatte 2011 die zweithöchste HIV-Rate des Landes.[18][19]
- Wasser: Im Jahr 2017 wurden 63 Prozent der Bevölkerung mit sauberem und sicherem Wasser versorgt.[20]

## Wirtschaft und Infrastruktur
| Der wichtigste Wirtschaftszweig ist die Landwirtschaft, sie beschäftigt achtzig Prozent der Erwerbstätigen. Untergeordnete Rollen spielen Fischerei, Imkerei, Handel und die Herstellung von Waren, sowie Bergbau und Fremdenverkehr. Im Jahr 2015 trug die Landwirtschaft drei Viertel zum Bruttoinlandsprodukt bei, Industrie und Bau 14 Prozent, die Dienstleistungen 11 Prozent. Der Ackerbau wird vor allem von Kleinbauern betrieben, es gibt nur wenige größere Tee- und Reisplantagen. Die Region stellt mehr Lebensmittel her als verbraucht werden, hauptsächlich sind dies Reis, Kaffee, Tee, Kakao, Ananas, Tabak, Bananen, Tomaten, Zwiebeln, Kartoffeln, Weizen, Sonnenblumen, Erdnüsse, Hirse, Bohnen, Maniok, Gemüse und Obst. Neben dem Ackerbau ist auch die Nutztierhaltung eine wichtige Einnahmequelle, vor allem Geflügel und Rinder werden gezüchtet (Stand 2017). Gold: In Luika im Distrikt Chunya wird seit 2012 Gold abgebaut. Im Jahr 2018 wurden 81.872 Unzen Gold gefördert. | Hier fehlt eine Grafik, die leider im Moment aus technischen Gründen nicht angezeigt werden kann. Wir arbeiten daran! |

### Fremdenverkehr

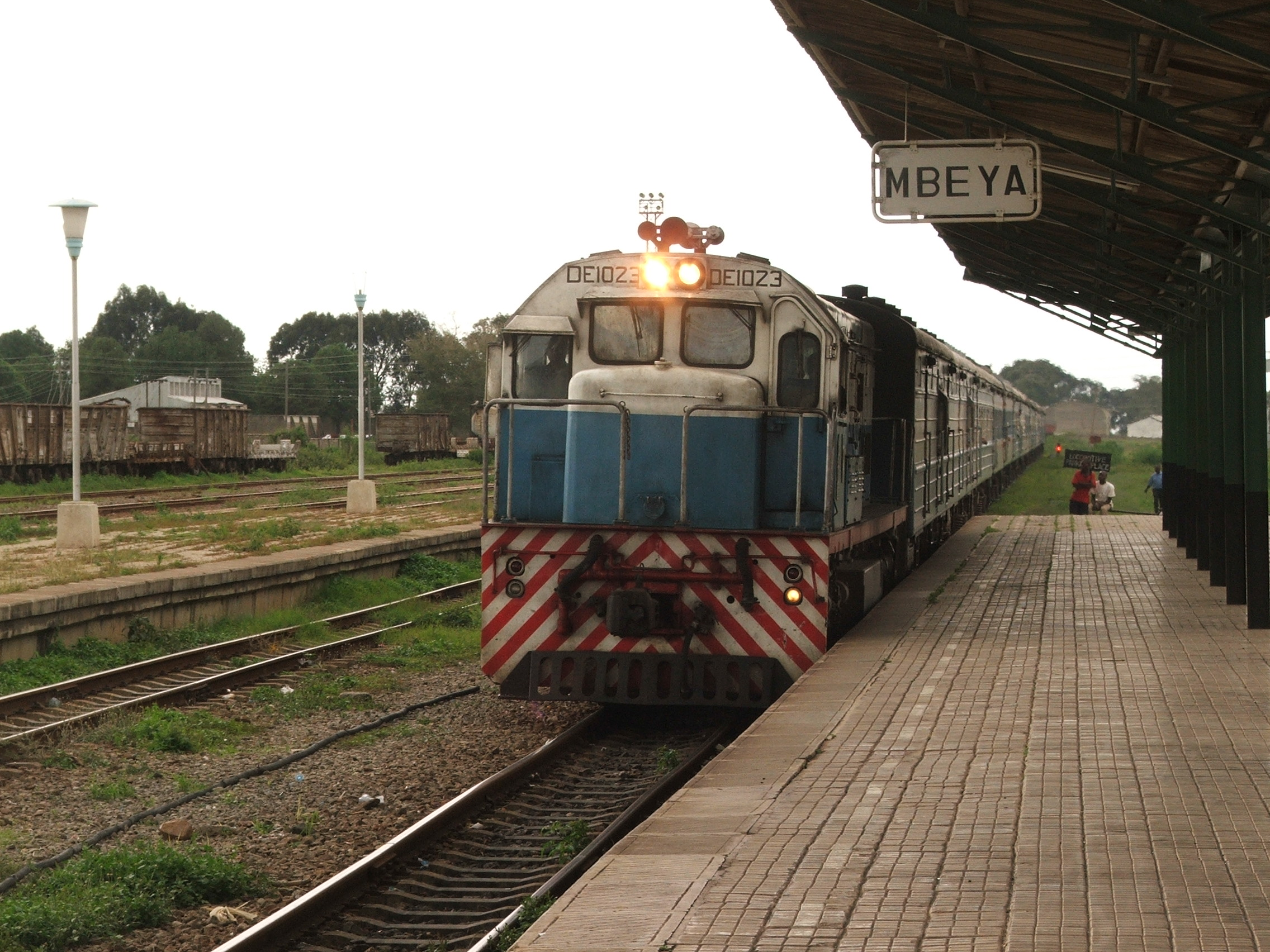
Bahnhof Mbeya

Für Touristen interessant sind vor allem die Nationalparks und Wildreservate mit ihrer unberührten Natur, wie dem Ngosi Kratersee, und die Strände am Malawisee.

### Infrastruktur
- Eisenbahn: Durch Mbeya verläuft die TAZARA-Eisenbahnlinie, die von Daressalam nach Sambia führt.[27][28]
- Straße: Die Region ist gut mit Straßen versorgt, von Westen nach Osten verläuft die Nationalstraße T1 (Tanzam Highway). Von ihr zweigt die Nationalstraße T6 nach Norden ab, die Mbeya mit Dodoma verbindet.[29]
- Flughafen: Der nächste Flughafen mit Linienflügen nach Daressalam ist der rund 20 Kilometer entfernte Flughafen in Songwe.[30]
- Elektrizität: Die Region Mbeya ist an das nationale Stromnetz angeschlossen, der Großteil der Städte und auch ländliche Gebiete haben Zugang zu Elektrizität.[31]

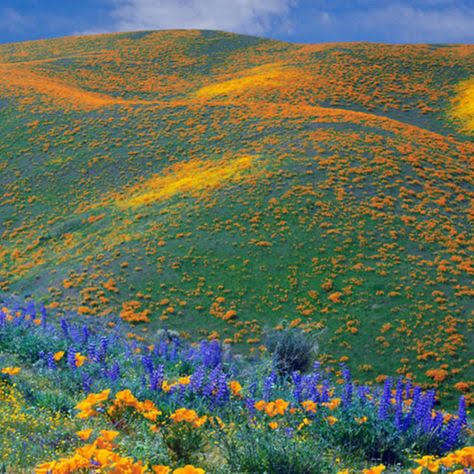
Blütenmeer im Kitulo-Nationalpark

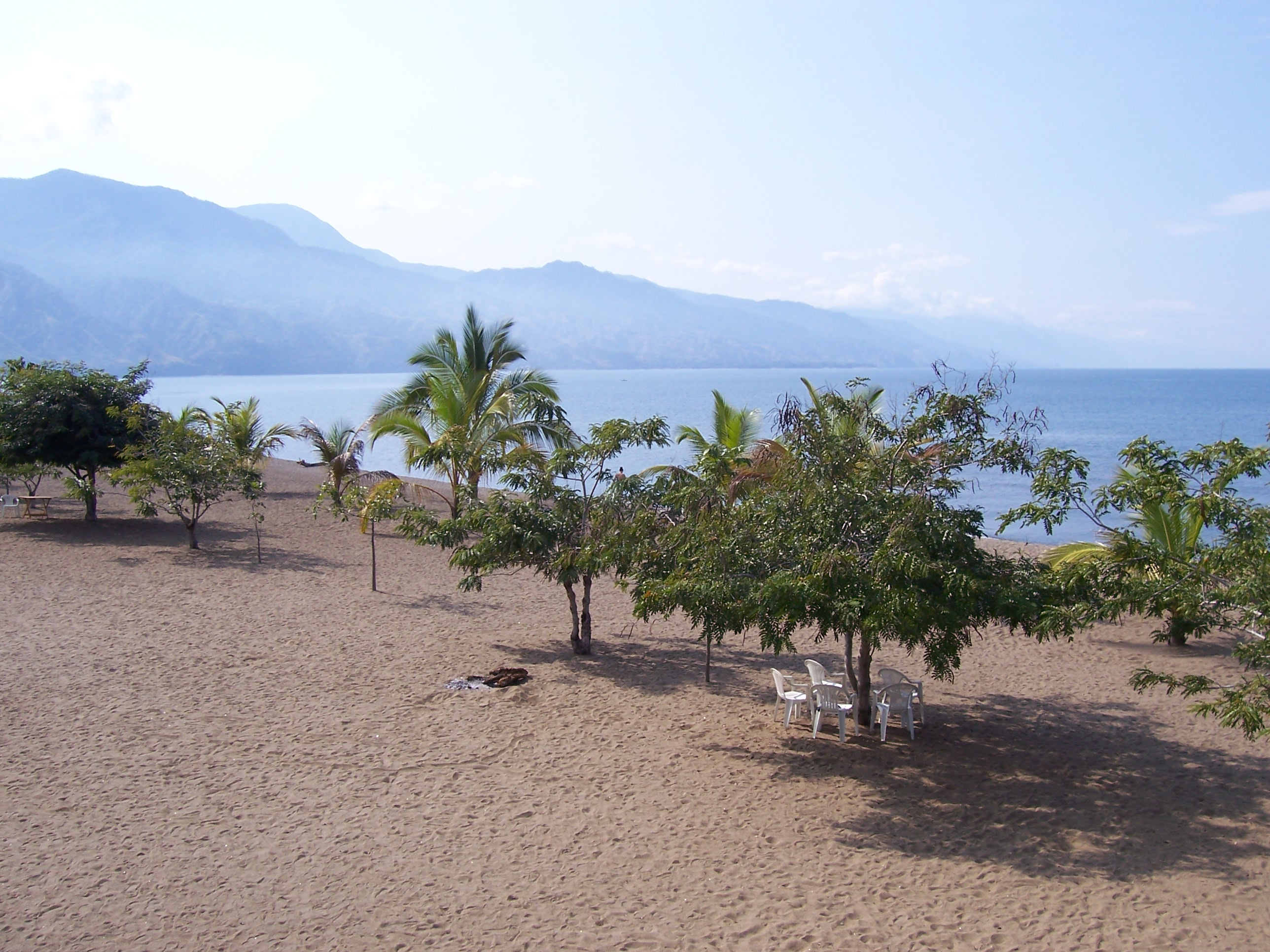
Strand in Matema am Malawisee

## Naturschutzgebiete, Sehenswürdigkeiten
- Ruaha-Nationalpark: Der 20.300 Quadratkilometer große Nationalpark erstreckt sich auch über die Regionen Iringa und Dodoma.[32] Er beherbergt über 500 Vogelarten und ist auch wegen seiner großen Elefantenherden und der gefährdeten Wildhunde bekannt.[33]
- Kitulo-Nationalpark: Dieser kleine Nationalpark mit 465 Quadratkilometern liegt an der Grenze zur Regionen Njombe.[32] Er besticht durch seine Pflanzenvielfalt. Zwischen den Gipfeln der Poroto und Kiperenge Berge liegend blühen 45 Arten von Orchideen. Fackellilien, Aloen, Proteas, Geranien, Riesenlobelien, Lilien und Astergänseblümchen machen ihn zu einem Paradies für Botaniker.[34]
- Rungwa-Wildreservat: Dieses 9000 Quadratkilometer große Jagd- und Beobachtungsreservat liegt an der Grenze zu den Regionen Singida und Tabora.[32][35]
- Rungwe Waldreservat: Das Reservat ist 137 Quadratkilometer groß und liegt rund um den Berg Rungwe, 25 Kilometer südlich der Regionshauptstadt Rungwe. In ihm liegt auch auf 2400 Meter Seehöhe der Kratersee Lusiba.[36]
- Matema: Strand am Malawisee.[37]
- Dinosaurier-Fund: Am Südufer des Rukwasees wurden Versteinerungen eines Titanosauriers gefunden.[38][39]